# Chapelle Notre-Dame du Chênois
Pour les articles homonymes, voir Chapelle Notre-Dame.
La chapelle Notre-Dame du Chênois ou du Chenois est une chapelle catholique construite en 1837 et située à l'orée d'un bois à l'est du village de Saint-Vincent, dans la province de Luxembourg, en Belgique. Elle est dédiée à Notre-Dame « Consolatrice des Affligés ».

## Histoire

### Contexte
Au cours des siècles, le Duché de Luxembourg subit de multiples invasions. Au XVIIe siècle surtout, la région est touchée par une série d'événements destructeurs.
En 1635, le roi de France Louis XIV ayant déclaré la guerre à l'Espagne, les armées françaises envahirent le Luxembourg, incendiant notamment l'abbaye d'Orval. À la même époque, des armées croates et polonaises traversant le pays maltraitèrent les populations.
Ces invasions et dévastations engendrèrent une famine et furent suivis d'une épidémie de peste. Le fléau fit de tels ravages dans le sud du Luxembourg qu'à Arlon et à Virton, on dénombrait une moyenne de quarante décès par jour. Les villages de la seigneurie de Villemont furent très éprouvés et l'on rapporte qu'en 1636, plus des trois quarts des habitants sont morts.
Le nombre des victimes fut si grand à Saint-Vincent qu'on cessa de les inhumer au cimetière paroissial de Tintigny : on les enterra à l'orée du bois du Chênois sur le plateau, à l'est du village.
À Saint-Vincent, les rescapés de l'épreuve décidèrent de placer le nouveau champ de repos au Chênois, sous le regard d'une Madone. Une statuette fut adossée à un chêne qui la protégea des intempéries jusqu'en 1789. Ce fut alors la Révolution française, durant laquelle la plupart des sanctuaires environnants furent vandalisés ou détruits : Orval, Clairefontaine, Luxembourg. La petite statue du Chênois n'échappa pas à la destruction.
Après la tourmente, une autre petite madone fut fixée au creux du vieux chêne. On vit alors une telle recrudescence de la dévotion populaire envers la Vierge que l'on décida, en 1837, de construire un petit oratoire dédié à celle qui avait été choisie, en 1678, comme souveraine et patronne du Duché de Luxembourg : la Consolatrice des Affligés.

### Construction et caractéristiques
En 1837, les populations d'alors ont décidé de bâtir une chapelle qui concrétiserait leur reconnaissance et leur attachement à Notre-Dame de Luxembourg, la protectrice du Duché et de leur région.
Les archives paroissiales indiquent que le 8 décembre 1837, « M. Jean-Joseph Duchenois, premier doyen d'Étalle, a béni la chapelle de devant le Chênois et la Vierge neuve, sous le titre de Notre-Dame de Luxembourg, Consolatrice des Affligés, avec permissions d'y célébrer la messe une fois par mois ».
Le petit édifice a subi des restaurations et des embellissements au cours des années. Une première restauration du petit sanctuaire s'avéra nécessaire en 1934. Quelques années après, en 1938, on dota la chapelle d'un porche à colonnes et d'une grille en fer forgé avec monogramme de la Vierge.
L'intérieur du petit sanctuaire consiste en quelques chaises dans l'avant-chœur, deux présentoirs pour les bougies allumées par les visiteurs ; dans le chœur, un autel de style Renaissance avec, au centre du retable, une statue de Notre-Dame et, au-dessus, dans une niche, une madone. Sur les murs latéraux, des ex-voto témoignent de la reconnaissance des pèlerins. La lumière pénètre par les deux fenêtres en plein cintre.